# Saint-Antoine-la-Forêt
Saint-Antoine-la-Forêt és un municipi francès situat al departament del Sena Marítim i a la regió de Normandia. L'any 2007 tenia 992 habitants.

## Demografia

### Població
El 2007 la població de fet de Saint-Antoine-la-Forêt era de 992 persones. Hi havia 356 famílies de les quals 56 eren unipersonals (28 homes vivint sols i 28 dones vivint soles), 100 parelles sense fills, 176 parelles amb fills i 24 famílies monoparentals amb fills.
La població ha evolucionat segons el següent gràfic:
Habitants censats

### Habitatges
El 2007 hi havia 377 habitatges, 360 eren l'habitatge principal de la família, 8 eren segones residències i 9 estaven desocupats. 373 eren cases i 3 eren apartaments. Dels 360 habitatges principals, 319 estaven ocupats pels seus propietaris, 39 estaven llogats i ocupats pels llogaters i 2 estaven cedits a títol gratuït; 7 tenien dues cambres, 24 en tenien tres, 117 en tenien quatre i 212 en tenien cinc o més. 302 habitatges disposaven pel capbaix d'una plaça de pàrquing. A 122 habitatges hi havia un automòbil i a 222 n'hi havia dos o més.

### Piràmide de població
La piràmide de població per edats i sexe el 2009 era:
| Homes | Edats   | Dones |
| ----- | ------- | ----- |
| 0     | 95 o +  | 0     |
| 0     | 90 a 94 | 0     |
| 0     | 85 a 89 | 0     |
| 4     | 80 a 84 | 0     |
| 12    | 75 a 79 | 16    |
| 4     | 70 a 74 | 20    |
| 12    | 65 a 69 | 16    |
| 20    | 60 a 64 | 4     |
| 12    | 55 a 59 | 20    |
| 40    | 50 a 54 | 48    |
| 48    | 45 a 49 | 44    |
| 48    | 40 a 44 | 48    |
| 20    | 35 a 39 | 32    |
| 40    | 30 a 34 | 40    |
| 40    | 25 a 29 | 24    |
| 12    | 20 a 24 | 20    |
| 72    | 15 a 19 | 32    |
| 52    | 10 a 14 | 44    |
| 20    | 5 a 9   | 44    |
| 28    | 0 a 4   | 36    |

## Economia
El 2007 la població en edat de treballar era de 686 persones, 506 eren actives i 180 eren inactives. De les 506 persones actives 476 estaven ocupades (255 homes i 221 dones) i 30 estaven aturades (16 homes i 14 dones). De les 180 persones inactives 61 estaven jubilades, 57 estaven estudiant i 62 estaven classificades com a «altres inactius».

### Ingressos
El 2009 a Saint-Antoine-la-Forêt hi havia 361 unitats fiscals que integraven 1.006,5 persones, la mediana anual d'ingressos fiscals per persona era de 20.502 €.

### Activitats econòmiques
Dels 20 establiments que hi havia el 2007, 2 eren d'empreses extractives, 2 d'empreses de fabricació d'altres productes industrials, 2 d'empreses de construcció, 2 d'empreses de comerç i reparació d'automòbils, 1 d'una empresa de transport, 1 d'una empresa d'hostatgeria i restauració, 1 d'una empresa financera, 3 d'empreses immobiliàries, 5 d'empreses de serveis i 1 d'una entitat de l'administració pública.
Dels 2 establiments de servei als particulars que hi havia el 2009, 1 era una lampisteria i 1 empresa de construcció.
L'únic establiment comercial que hi havia el 2009 era una gran superfície de material de bricolatge.
L'any 2000 a Saint-Antoine-la-Forêt hi havia 12 explotacions agrícoles que ocupaven un total de 546 hectàrees.

## Equipaments sanitaris i escolars
El 2009 hi havia 1 escola maternal i 1 escola elemental.

## Poblacions més properes
El següent diagrama mostra les poblacions més properes.